# Osny
Osny ist eine französische Gemeinde mit 17.471 Einwohnern (Stand: 1. Januar 2022) im Département Val-d’Oise im Nordwesten von Paris. Sie ist 27,8 km vom Pariser Stadtzentrum entfernt und befindet sich in der Communauté d’agglomération de Cergy-Pontoise. Osny ist Teil des Kantons Cergy-1.

## Geografie
Osny liegt nordwestlich von Paris und wird begrenzt durch die Gemeinden Livilliers im Norden, Ennery im Nordosten, Pontoise im Osten und Cergy im Süden. Im Südwesten befindet sich Puiseux-Pontoise, im Westen Boissy-l’Aillerie und im Nordwesten Génicourt.

## Geschichte
Funde aus der Vorgeschichte bezeugen eine frühe Besiedlung.
Der Ort wird erstmals im Jahr 832 überliefert. Die Grundherrschaft, die im Mittelalter verschiedene, dem französischen Hof nahestehende Familien innehatten, kam 1630 an Nicolas Le Sueur, der Conseiller du Roi im Conseil d'État war. Die Erbe besaßen die Herrschaft bis 1715. Im Jahr 1719 wurde Antoine de Nicolay Besitzer, dessen Erben bis ins 19. Jahrhundert das Schloss im Ort besaßen und auch den Bürgermeister stellten.

## Gemeindepartnerschaften
Osny unterhält eine Partnerschaft mit der italienischen Stadt Cinisi auf Sizilien.

## Sehenswürdigkeiten

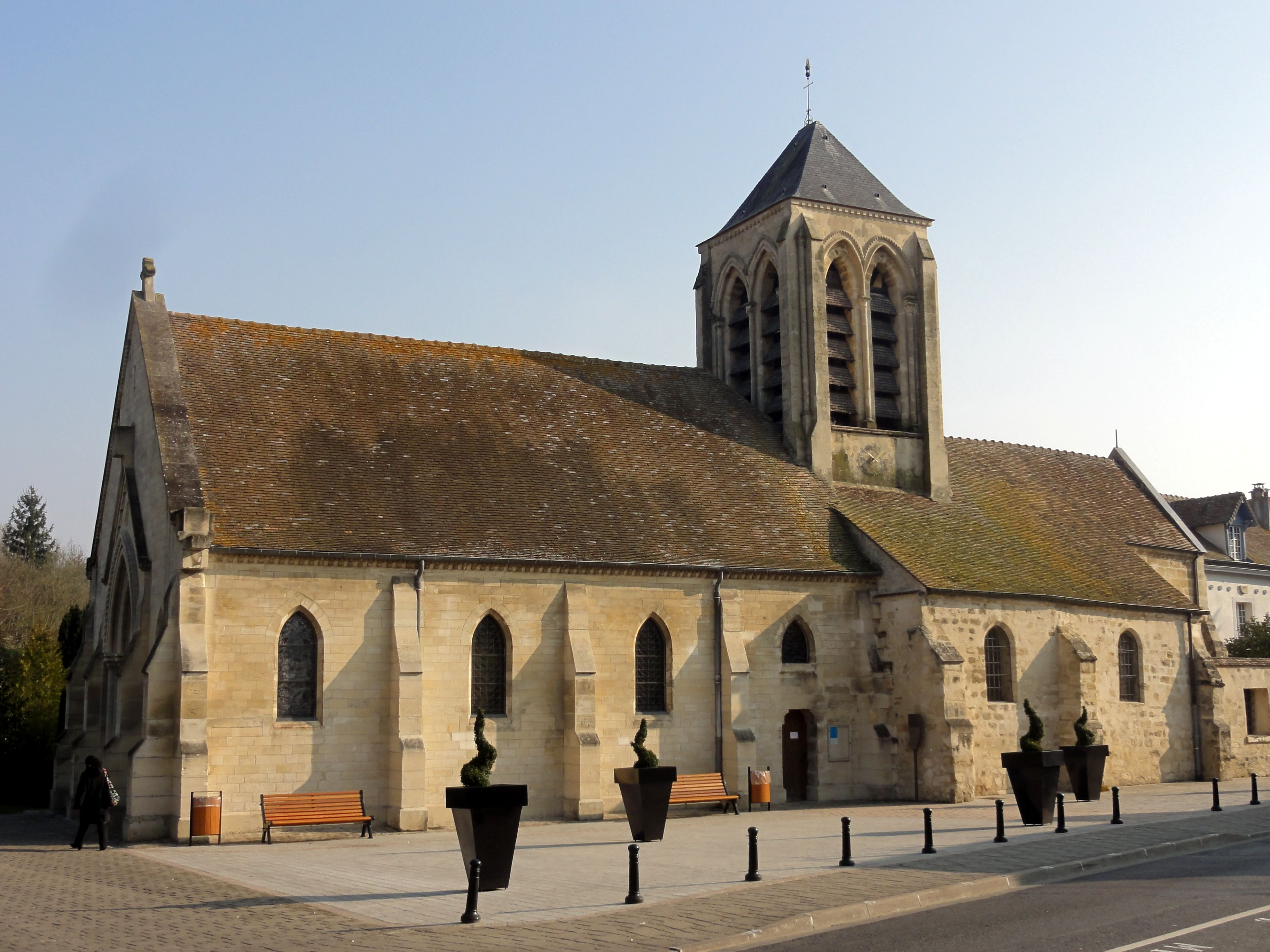
Kirche Saint-Pierre-aux-Liens

Siehe auch: Liste der Monuments historiques in Osny
- Kirche Saint-Pierre-aux-Liens
- Château de Grochy mit Taubenturm
- Temple d’Amour im Park